# LF Weekendtochten
De LF Weekendtochten zijn tochten gebaseerd op de Nederlandse icoonroutes om een korte fietsvakantie te maken. De routes zijn een variant op de LF Kustroute, de LF Maasroute, de LF Waterlinieroute en de LF Zuiderzeeroute. 
Kortere lusvormige trajecten maakt het mogelijk om tijdens weekenden of midweken een deel van de icoonroute te fietsen. Een deel van de route gaat via de icoonroute en een deel via het fietsroutenetwerk.
In totaal zijn er 11 LF Weekendtochten. Vijf zijn er gebaseerd op de LF Kustroute, drie op de LF Maasroute, twee op de LF Waterlinieroute en één op de LF Zuiderzeeroute.

## LF Kustroute

### Eems-Dollard
De LF Weekendtocht Eems-Dollard gaat door de provincie Groningen en gaat door het gebied van de Eems en de Dollard. De route is 113 km lang. Vanaf startplaats Delfzijl loopt de route parallel met de LF Kustroute tot Bad Nieuweschans. Hier start de LF9 NAP-route en deze loopt kort tot Oudeschans mee met de route. Vanaf Bad Nieuweschans tot de terugkeer in Delfzijl loopt de route over de knooppunten van het fietsroutenetwerk.
De route komt net na Winschoten voorbij het Oldambtmeer. Net na Nieuwolda passeert de route het Hondshalstermeer en een tijd later het Schildmeer.

### Groninger Wadden
De LF Weekendtocht Groninger Wadden gaat door de provincie Groningen en volgt grotendeels de kust van de Waddenzee. De route is 126 km lang. Vanaf startplaats Lauwersoog loopt de route parallel met de LF Kustroute tot de route de Waddenzee verlaat. De route gaat via de knooppunten van het fietsroutenetwerk terug naar Lauwersoog.
Het eerste en laatste deel van de route loopt langs Nationaal Park Lauwersmeer. In Lauwersoog start ook de LF14 Saksenroute. De route loopt daarnaast ook langs natuurgebied Uithuizerwad.

### Friese kust en Lauwerszee
De LF Weekendtocht Friese kust en Lauwerszee gaat door de provincie Friesland en gaat door het gebied van de Lauwerszee en langs de Waddenzee. De route is 116 km lang. Vanaf startplaats Engwierum loopt de route over de knooppunten van het fietsroutenetwerk tot aan de Waddenzeekust bij Marrum. Vanaf hier loopt ze parallel aan de LF Kustroute tot Zoutkamp. In Lauwersoog start ook de LF14 Saksenroute. Via de knooppunten gaat de route terug naar Engwierum.
De route maakt een ronde om Nationaal Park Lauwersmeer en komt daarnaast langs de Waddenzee.

### Friese kust en Middelzee
De LF Weekendtocht Friese kust en Middelzee gaat door de provincie Friesland. Ze ontleent haar naam aan de Middelzee. De route is 143 km lang. Vanaf startplaats Leeuwarden loopt de route over de knooppunten van het fietsroutenetwerk tot aan de Waddenzeekust. Enkel het stuk langs de Waddenzee volgt de route de LF Kustroute, daarna maakt ze weer gebruik van knooppunten tot Leeuwarden. 
De route maakt een ronde door het gebied van de voormalige Middelzee. Naast Leeuwarden doet ze ook de steden Sneek en Bolsward aan.

### Kust en buitenplaatsen
De LF Weekendtocht Kust en buitenplaatsen gaat door de provincie Zuid-Holland. Ze ontleent haar naam aan de Noordzee en de vele buitenplaatsen die hier lagen. De route is 125 km lang. Vanaf startplaats Alphen aan den Rijn loopt de route over de knooppunten van het fietsroutenetwerk tot aan de Noordzeekust ten noorden van Den Haag. Het stuk langs de Noordzee volgt de route de LF Kustroute, daarna maakt ze weer gebruik van knooppunten tot Alphen aan den Rijn. 
De route gaat door de stad Leiden. In Den Haag kan worden aangesloten op de EuroVelo EV2 Hoofdstedenroute en de LF4 Midden-Nederlandroute.

## LF Maasroute

### Zuid-Limburgse Maas en beken
De LF Weekendtocht Zuid-Limburgse Maas en beken gaat door de provincie Limburg. Ze ontleent haar naam aan de Maas die ze aandoet ten noorden van Maastricht en de beken Geul en Gulp. De route is 133 km lang. Vanaf startplaats Valkenburg loopt de route over de knooppunten van het fietsroutenetwerk tot aan de Maas bij Bunde. Vanaf hier volgt ze de LF Maasroute tot Berg aan de Maas, daarna gaat ze via de knooppunten terug naar Valkenburg.
In de route zitten diverse hellingen, waaronder de Gulperberg en de Bemelerberg. Belangrijke plaatsen onderweg zijn Sittard, Schin op Geul, Gulpen, Mechelen, Epen en Maastricht.

### Maasstadjes
De LF Weekendtocht Maasstadjes gaat door de provincie Limburg. Ze ontleent haar naam aan stadjes rond de Maas die ze aandoet. De route is 120 km lang. Vanaf startplaats Roermond loopt de route over de LF Maasroute aan één zijde van de Maas en daarna via de knooppunten van het fietsroutenetwerk naar België. In België volgt ze de Belgische variant van de LF Maasroute naar Thorn. Vanaf hier volgt ze de knooppunten en de LF Maasroute terug naar Roermond.
In Roermond kan worden aangesloten op de RurUfer-Radweg. De Maasstadjes die worden aangedaan zijn naast Roermond Maasbracht, Stevensweert, Roosteren, Maaseik, Kessenich, Thorn, Heel, Buggenum, Neer en Kessel. Bij Kessel steekt de route middels veerboot de Maas over. Verder gaat de route door de natuurgebieden Beegderheide en Leudal.

### Tussen Maas en Haringvliet
De LF Weekendtocht Tussen Maas en Haringvliet gaat door de provincie Zuid-Holland. Ze ontleent haar naam aan de Maas en het Haringvliet die ze aandoet. De route is 135 km lang. Vanaf startplaats Puttershoek loopt de route over de knooppunten van het fietsroutenetwerk naar het Haringvliet bij Hellevoetsluis. Nu volgt ze kort de LF Kustroute om daarna aan te sluiten op de LF Maasroute en zo terug te keren naar de startplaats.
De route gaat over de eilanden Hoeksche Waard en Voorne-Putten. Naast Hellevoetsluis komt de route ook door de steden Brielle en Spijkenisse. De route komt ook door natuurgebied Oudeland van Strijen.

## LF Waterlinieroute

### Forten en vestingen
De LF Weekendtocht Forten en vestingen gaat door de provincie Zuid-Holland. Ze ontleent haar naam aan de forten en vestingen die ze passeert. De route is 144 km lang. Vanaf startplaats Gouda loopt de route over de knooppunten van het fietsroutenetwerk tot aan Woerden. Vanaf hier volgt de route de LF Waterlinieroute tot Gorinchem. Daarna gaat het middels de knooppunten terug naar Gouda. 
In Gorinchem kan worden aangesloten op de LF Maasroute en de LF17 Rijndeltaroute. Beide routes zijn onderdeel van een EuroVelo. De route voert dwars door het Groene Hart.

### Hollandse Waterlinies
De LF Weekendtocht Hollandse Waterlinies gaat door de provincies Utrecht en Noord-Holland. Ze ontleent haar naam aan de Hollandse Waterlinie en de Stelling van Amsterdam die ze passeert. De route is 103 km lang. Vanaf startplaats Weesp loopt de route over de LF Waterlinieroute tot Breukelen en daarna over de knooppunten van het fietsroutenetwerk terug naar Weesp.  
De route komt langs de Loosdrechtse Plassen, Vinkeveense Plassen en Ankeveense Plassen.

## LF Zuiderzeeroute

### Friese Zuiderzee
De LF Weekendtocht Friese Zuiderzee gaat door de provincie Friesland. Ze ontleent haar naam aan de Zuiderzee. De route is 150 km lang. Vanaf startplaats Kornwerderzand bij de Afsluitdijk loopt de route over de knooppunten van het fietsroutenetwerk via Sneek naar Lemmer. Vanaf hier volgt ze de LF Zuiderzeeroute terug naar Kornwerderzand.
De route maakt een lus door het zuidwesten van Friesland.

### Westfriese Omringdijk
In 2025 is een nieuwe tocht toegevoegd, de LF Weekendtocht Westfriese Omringdijk. Deze tocht gaat door de provincie Noord-Holland. De omringdijk was een dijk die de regio al sinds de middeleeuwen beschermde tegen het water van de voormalige Zuiderzee. In eerste instantie waren het veel lage dijkjes, deze werden in de middeleeuwen met elkaar verbonden tot de Westfriese Omringdijk waaraan de route haar naam ontleent. Er vormde zich een authentiek landschap van wielen ontstaan na dijkdoorbraken, polders en dijken en stolpboerderijen.
Tussen Medemblik en Scharwoude volgt de route de LF Zuiderzeeroute. Verder loopt de route over de knooppunten van het fietsroutenetwerk met een lus langs plaatsen als Alkmaar en Schagen. In totaal is de tocht 147 km lang.